# Чекки д’Амико, Сузо
Су́зо Че́кки Д’Ами́ко (итал. Suso Cecchi D’Amico; 21 июля 1914[…], Рим, Королевство Италия — 31 июля 2010[…], Рим, Италия) — итальянская киносценаристка, одна из видных деятельниц итальянского кинематографа XX века.

## Биография
Родилась в артистической семье. Дебютировала сценарием фильма «Мой сын профессор» режиссёра Ренато Кастеллани (1946).
Вошла в большое кино в 1948 году, когда на экраны вышел фильм Витторио де Сики «Похитители велосипедов» — ключевая лента итальянского неореализма. На следующий год французский режиссёр Рене Клеман снял по сценарию Сузо Чекки д’Амико ставшую знаменитой картину «У стен Малапаги».
В 1951 году Де Сика поставил по её сценарию фильм «Чудо в Милане».
Спустя три года, фильмом «Самая красивая» начинается длительное и плодотворное сотрудничество сценаристки с режиссёром Лукино Висконти — они работали вместе над фильмами «Чувство» (1954, по Камилло Бойто), «Белые ночи» (1957, по Достоевскому), «Рокко и его братья» (1960, по Джованни Тестори), «Леопард» (1963, по Джузеппе Томази ди Лампедуза), «Посторонний» (1967, по Альберу Камю), «Людвиг» (1972), «Семейный портрет в интерьере» (1974), «Невинный» (1976, по Габриеле д’Аннунцио).
Сотрудничала и с другими выдающимися итальянскими режиссёрами периода неореализма, например, «Дама без камелий» (1953) и «Подруги» (1955) Микеланджело Антониони, «Сальваторе Джулиано» (1962) Франческо Рози, «Казанова’70» (1965, номинация на премию Оскар за лучший сценарий) Марио Моничелли. Работала с Альберто Латтуадой, Валерио Дзурлини, Франко Дзефирелли, Луиджи Коменчини, Дереком Джарменом («Караваджо»), Михалисом Какояннисом, Мартином Скорсезе, Никитой Михалковым («Очи черные») и др.; написала либретто к опере Нино Роты «Двое застенчивых» (I due timidi; 1950).

## Мемуары
Ей принадлежат колоритные устные мемуары Storie di cinema (e d’altro) (1996) записанные её внучкой Маргаритой Д’Амико и переведённые на русский язык.

## Признание
Премия Давид ди Донателло (1986) и др. В 1994 году была удостоена почётного «Золотого Льва» Венецианского фестиваля за вклад в кинематограф. Премия Жана Ренуара (США, 2009). Орден «За заслуги перед Итальянской Республикой».